# Cristian Di Scala
Cristian Gastón Di Scala (21 de octubre de 1991, Mar del Plata, Provincia de Buenos Aires) es un piloto argentino de automovilismo de velocidad. De trayectoria incipiente, debutó profesionalmente en el año 2010, al estrenarse en la divisional TC Mouras de la Asociación Corredores de Turismo Carretera, donde tras obtener el subcampeonato del año 2011, al comando de una unidad Dodge Cherokee, conseguiría el ascenso a la divisional TC Pista, donde compitió de manera intermitente desde el año 2012. Durante su paso por la divisional TC Mouras, fue partícipe de un hecho histórico, al obtener el primer campeonato de pilotos invitados de la categoría, compitiendo como piloto titular y llevando como invitado a Jonatan Castellano, a la postre el primer campeón de este minitorneo. Tras la obtención del subcampeonato de TC Mouras en el año 2011, ascendió a la divisional TC Pista, donde se destacó principalmente como referente de la marca Dodge, a pesar de haber tenido incursiones con las marcas Chevrolet y Ford.

## Biografía deportiva
Iniciado en el ambiente del Kart, Di Scala tendría sus primeros pasos en esta especialidad, donde compitió hasta el año 2008 en el que participó en el Campeonato Panamericano CIK-FIA, compitiendo en las categorías Sudam ICC y Sudam Senior Championship. Sin embargo, no fue hasta el año 2010 en el que tendría su debut como profesional del automovilismo de velocidad, al subirse al comando de un Dodge Cherokee de la divisional TC Mouras, con apenas 18 años. En su primera participación dentro de esta divisional, sorprendería mostrando una rápida adaptación que no sólo le permitiría obtener su primera victoria en la categoría, sino también clasificarse por primera vez a las instancias definitorias del campeonato, donde culminaría en la 6.ª colocación.
En la temporada 2011, su segundo año como automovilista, Di Scala viviría su mejor año hasta el momento, en el automovilismo. Ya afianzado en la conducción del Dodge Cherokee del Castellano Power Team, esa temporada lo tendría como uno de los principales candidatos y al mismo tiempo, como el estandarte de Dodge en la lucha por el cetro, en un campeonato que tuvo como sus tres principales aspirantes a un piloto de cada marca participante de esta divisional, completándose el tridente con Gastón Crusitta, adalid de Chevrolet y Gastón Bianchi, referente de Ford. En este campeonato, Di Scala pelearía por el campeonato llegando a cosechar 9 podios, teniendo dos intervalos de cuatro y tres podios hilvanados en forma consecutiva. Tras la finalización de la Etapa Regular se alzaría con la clasificación al Play Off, sin embargo no alcanzaría para detener la avanzada de Crusitta, quien se terminaría consagrando campeón. Más allá de ello, Di Scala se quedaría con un meritorio subcampeonato que le abriría las puertas para la temporada 2012 de la divisional TC Pista. Como corolario de lo actuado por el piloto marplatense, ese año 2011 se pondría en juego la primera edición del Torneo de Pilotos Invitados del TC Mouras, donde compartiría la conducción de su unidad con su jefe de equipo Jonatan Castellano. La participación de ambos pilotos en este petit certamen culminaría con la consagración de la dupla al cabo de tres competencias y con una de ellas festejada desde lo más alto del podio.

## Trayectoria

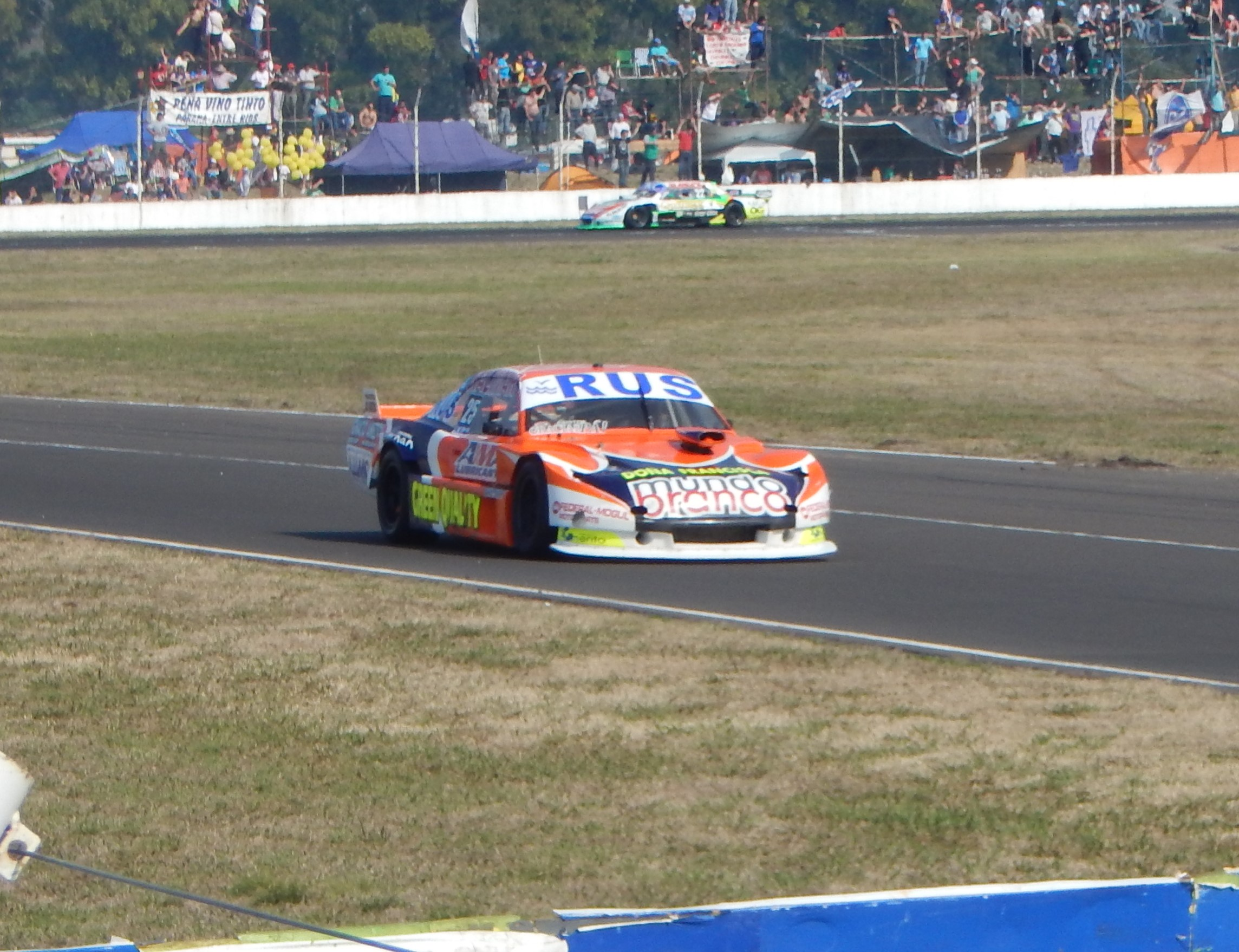
Di Scala disputando la octava fecha del TC Pista de 2015.

| Años | Categoría            | Automóvil       |
| ---- | -------------------- | --------------- |
| 2010 | Debut en TC Mouras   | Dodge Cherokee  |
| 2011 | Subcampeón TC Mouras | Dodge Cherokee  |
| 2012 | Debut en TC Pista    | Dodge Cherokee  |
| 2012 | Debut en TC Pista    | Chevrolet Chevy |
| 2013 | TC Pista, 4 carreras | Ford Falcon     |
| 2013 | TC Pista, 4 carreras | Dodge Cherokee  |
| 2014 | TC Pista             | Dodge Cherokee  |
| 2014 | TC Pista             | Chevrolet Chevy |
| 2015 | TC Pista             | Dodge Cherokee  |
| 2016 | TC Pista             | Dodge Cherokee  |

### Trayectoria en TC Mouras
| Año  | Equipo                | Automóvil      | Fechas | Fechas | Fechas | Fechas | Fechas | Fechas | Fechas | Fechas | Fechas | Fechas | Fechas | Fechas | Fechas | Fechas | Posición final     |
| Año  | Equipo                | Automóvil      | 01     | 02     | 03     | 04     | 05     | 06     | 07     | 08     | 09     | 10     | 11     | 12     | 13     | 14     | Posición final     |
| ---- | --------------------- | -------------- | ------ | ------ | ------ | ------ | ------ | ------ | ------ | ------ | ------ | ------ | ------ | ------ | ------ | ------ | ------------------ |
| 2010 | Castellano Power Team | Dodge Cherokee | LP1    | OL1    | LP2    | 9J1    | LP3    | LP4    | LP5    | LP6    | 9J2    | LP7    | LP8    | OL2    | LP9    | L10    | 6º (173.75 puntos) |
| 2010 | Castellano Power Team | Dodge Cherokee | -      | -      | 26     | 30     | 13     | 2º     | 3º     | 1º     | 23     | 5º     | 3º     | 2º     | 26     | 7º     | 6º (173.75 puntos) |
| 2011 | Castellano Power Team | Dodge Cherokee | LP1    | 9J1    | LP2    | LP3    | OL1    | LP4    | 9J2    | LP5    | LP6    | OL2    | LP7    | LP8    | LP9    | L10    | 2º (256.75 puntos) |
| 2011 | Castellano Power Team | Dodge Cherokee | 16     | 7º     | 3º     | 8º     | 1º     | 2º     | 3º     | 3º     | 8º     | 3º     | 4º     | 2º     | 2º     | 3º     | 2º (256.75 puntos) |

- [1]

## Palmarés
| Título     | Categoría | Automóvil      | Año  |
| ---------- | --------- | -------------- | ---- |
| Subcampeón | TC Mouras | Dodge Cherokee | 2011 |